# Radek Bělohlav
Radek Bělohlav (* 11. dubna 1970 České Budějovice) je bývalý český hokejista.
Od roku 2011 se věnuje trénování. Od roku 2023 trénuje HC Příbram.

## Hráčská kariéra
Jde o odchovance jihočeského hokeje – začínal v Soběslavi, od dorostu hrál za Motor České Budějovice. V roce 1997 přestoupil do Vsetína a při zápasech v bývalém působišti musel čelit atakům tamních fanoušků. Je mistrem světa z roku 1996 a trojnásobným mistrem České extraligy (1998, 1999, 2002). V roce 1998 přispěl významným způsobem k zisku bronzových medailí na mistrovství světa v ledním hokeji pro český tým, když patřil mezi dva jeho nejlepší střelce (v oficiálních statistikách mu byl ovšem jeden gól neoprávněně přičten). Hrával též v dresu HC Sparta Praha. V sezóně 2008/09 vstoupil do Klubu hokejových střelců deníku Sport. Před sezónou 2008/09 mu patřilo 14. místo v tabulce podle počtu odehraných zápasů v československé a české nejvyšší hokejové soutěži. Během sezóny 2008/2009 překročil hranici 800 odehraných zápasů a posunul se na 6. místo. V následující sezóně dosáhl jako šestý hráč v historii hranice 900 utkání (5. března 2010), na konci téže sezóny byl pátý a po sezóně 2010/2011 se posunul s 974 zápasy na 3. místo.

## Trenérská kariéra
Když v červnu 2013 firma Mountfield převedla extraligovou licenci z Českých Budějovic do Hradce Králové, vzdal se Radek Bělohlav své pozice asistenta trenéra u extraligového mužstva a zůstal v Budějovicích. Stal se spoluzakladatelem společnosti CB Hokej 2013, která za podpory bývalých budějovických hráčů (Václava Prospala, Stanislava Neckáře, Milana Michálka, Jaroslava Modrého a Aleše Kotalíka) zachovala hokej v Budějovicích alespoň na úrovni 1. ligy. Sám se stal hlavním trenérem a zároveň sportovním ředitelem narychlo sestaveného mužstva. Vzhledem k náročnosti obou pozic se vedení 14. 11. 2013 rozhodlo, že hlavního kouče bude dělat zkušený Jaroslav Jágr, kterému bude asistovat právě Radek Bělohlav, v jedné osobě i sportovní manažer týmu.
- 2011–12 IHC KOMTERM Písek – hrající asistent trenéra
- 2012–13 HC Mountfield – asistent trenéra
- 2013–14 ČEZ Motor České Budějovice – hlavní trenér, později asistent trenéra
- 2014–15 ČEZ Motor České Budějovice – asistent trenéra

## Ocenění a úspěchy
- 1997 ČHL – Nejslušnější hráč
- 1999 ČHL – Nejtrestanější hráč v playoff
- 2005 Postup s týmem HC České Budějovice do ČHL

## Rekord
- Dva nejrychlejší góly od začátku utkání v české nejvyšší soutěži (první branku vstřelil Roman Horák v čase 0:09, druhou branku vsítil Radek Bělohlav v čase 00:26).

## Klubová statistika
| Sezóna       | Klub                      | Soutěž       |     | Základní část | Základní část | Základní část | Základní část | Základní část |    | Play off | Play off | Play off | Play off | Play off |
| Sezóna       | Klub                      | Soutěž       | Z   | G             | A             | B             | TM            | Z             | G  | A        | B        | TM       |          |          |
| 1988–89      | TJ Motor České Budějovice | ČSHL         | 4   | 1             | 1             | 2             | 0             | 3             | 0  | 0        | 0        | —        |          |          |
| 1989–90      | VTJ Písek                 | 1.ČNHL       | —   | 13            | —             | —             | —             | —             | —  | —        | —        | —        |          |          |
| 1990–91      | TJ Motor České Budějovice | ČSHL         | 25  | 7             | 6             | 13            | 10            | —             | —  | —        | —        | —        |          |          |
| 1990–91      | VTJ Písek                 | 1.ČNHL       | —   | —             | —             | —             | —             | —             | —  | —        | —        | —        |          |          |
| 1991–92      | HC Motor České Budějovice | 1.ČNHL       | 40  | 20            | 17            | 37            | —             | —             | —  | —        | —        | —        |          |          |
| 1992–93      | HC České Budějovice       | ČSHL         | 40  | 14            | 14            | 28            | —             | 3             | 0  | 1        | 1        | —        |          |          |
| 1993–94      | HC České Budějovice       | ČHL          | 43  | 19            | 23            | 42            | 10            | 3             | 0  | 0        | 0        | 0        |          |          |
| 1994–95      | HC České Budějovice       | ČHL          | 44  | 15            | 26            | 41            | 14            | 9             | 7  | 5        | 12       | 2        |          |          |
| 1995–96      | HC České Budějovice       | ČHL          | 40  | 11            | 11            | 22            | 4             | 10            | 1  | 2        | 3        | 0        |          |          |
| 1996–97      | HC České Budějovice       | ČHL          | 49  | 10            | 22            | 32            | 8             | 4             | 1  | 1        | 2        | 0        |          |          |
| 1997–98      | HC Petra Vsetín           | ČHL          | 51  | 10            | 14            | 24            | 12            | 10            | 5  | 6        | 11       | 2        |          |          |
| 1998–99      | HC Slovnaft Vsetín        | ČHL          | 50  | 21            | 24            | 45            | 14            | 11            | 4  | 2        | 6        | 54       |          |          |
| 1999–00      | HC Slovnaft Vsetín        | ČHL          | 51  | 20            | 16            | 36            | 16            | 9             | 1  | 2        | 3        | 4        |          |          |
| 2000–01      | HC České Budějovice       | ČHL          | 51  | 15            | 17            | 32            | 10            | —             | —  | —        | —        | —        |          |          |
| 2001–02      | HC Sparta Praha           | ČHL          | 52  | 5             | 11            | 16            | 18            | 13            | 1  | 6        | 7        | 6        |          |          |
| 2002–03      | HC Lada Togliatti         | RSL          | 10  | 1             | 0             | 1             | 0             | —             | —  | —        | —        | —        |          |          |
| 2002–03      | HC Sparta Praha           | ČHL          | 20  | 5             | 4             | 9             | 6             | 10            | 1  | 0        | 1        | 0        |          |          |
| 2003–04      | HC České Budějovice       | ČHL          | 51  | 5             | 12            | 17            | 10            | —             | —  | —        | —        | —        |          |          |
| 2004–05      | HC České Budějovice       | 1.ČHL        | 43  | 11            | 22            | 33            | 16            | 11            | 1  | 3        | 4        | 0        |          |          |
| 2005–06      | HC České Budějovice       | ČHL          | 36  | 0             | 8             | 8             | 20            | 4             | 0  | 0        | 0        | 0        |          |          |
| 2006–07      | HC Rabat Kladno           | ČHL          | 25  | 10            | 5             | 15            | 10            | 3             | 1  | 1        | 2        | 0        |          |          |
| 2007–08      | HC GEUS OKNA Kladno       | ČHL          | 51  | 5             | 9             | 24            | 24            | 9             | 0  | 2        | 2        | 8        |          |          |
| 2008–09      | HC GEUS OKNA Kladno       | ČHL          | 52  | 18            | 12            | 30            | 30            | —             | —  | —        | —        | —        |          |          |
| 2009–10      | HC GEUS OKNA Kladno       | ČHL          | 51  | 11            | 7             | 18            | 40            | —             | —  | —        | —        | —        |          |          |
| 2010–11      | HC Vagnerplast Kladno     | ČHL          | 51  | 5             | 8             | 13            | 22            | —             | —  | —        | —        | —        |          |          |
| 2011–12      | Rytíři Kladno             | ČHL          | 4   | 1             | 0             | 1             | 4             | —             | —  | —        | —        | —        |          |          |
| 2011–12      | IHC KOMTERM Písek         | 1.ČHL        | 32  | 4             | 1             | 5             | 10            | —             | —  | —        | —        | —        |          |          |
| Celkem v ČHL | Celkem v ČHL              | Celkem v ČHL | 772 | 186           | 229           | 425           | 272           | 95            | 22 | 27       | 49       | 76       |          |          |

## Reprezentace
| Rok                       | Tým                       | Soutěž                    | Z  | G | A | B  | TM |
| ------------------------- | ------------------------- | ------------------------- | -- | - | - | -- | -- |
| 1995                      | Česko                     | MS                        | 8  | 2 | 1 | 3  | 2  |
| 1996                      | Česko                     | MS                        | 8  | 1 | 3 | 4  | 0  |
| 1997                      | Česko                     | MS                        | 9  | 5 | 3 | 8  | 2  |
| Seniorská kariéra celkově | Seniorská kariéra celkově | Seniorská kariéra celkově | 25 | 8 | 7 | 15 | 4  |